# Christoph Ludwig Goddäus
Christoph Ludwig Goddäus (auch Goddaeus, * 17. Oktober 1723 in Kassel; † 16. November 1793 ebenda) war Bürgermeister von Kassel (1759–1775) und landgräflich-hessischer Geheimer Regierungsrat. 

## Familie
Christoph Ludwig Goddäus war Sohn des Hessen-Kasseler Regierungsrats Nikolaus Wilhelm Goddäus (1688–1728) und dessen Frau Auguste Marie Sabine (1693–1752). Er selbst heiratete am 18. Mai 1760 in Kassel Katharina Amalia Wetzell (* 1739), Tochter des Professors am dortigen Collegium Carolinum Justus Heinrich Wetzell.

## Leben
Goddäus studierte ab 1741 Rechtswissenschaft an der Philipps-Universität in Marburg und trat dann als Schöffe am Stadtgericht in Kassel in den hessischen Justizdienst ein. Im Jahre 1759 wurde er Bürgermeister der Stadt Kassel.  Dieses Amt hatte er bis 1775 inne. Danach wurde er zum Geheimen Regierungsrat der landgräflichen Verwaltung ernannt.